# Guillaume de Montfort
Guillaume kardinal de Montfort, francoski rimskokatoliški duhovnik, škof in kardinal, * ?, † 27. september 1432, Saint-Malo.

## Življenjepis
Leta 1423 je postal škof Saint-Mala. 8. novembra 1430 je postal kardinal in pectore, 4. julija 1432 pa je bil še enkrat potrjen za kardinala.
Umrl je 27. septembra 1432.